# CCR2
Thụ thể Chemokine C-C type 2 (CCR2 hoặc CD192 (cụm biệt hóa 192) là một protein được mã hóa bởi gen CCR2 ở người.

## Gen
Gen CCR2 này nằm trong vùng cụm gen thụ thể chemokine. Gen này tạo ra hai bản phiên mã do cắt nối thay thế.

## Chức năng
Gen này mã hóa thụ thể của monocyte chemoattractant protein-1 (CCL2), một chemokine làm trung gian cho quá trình hóa ứng động bạch cầu đơn nhân. Monocyte chemoattractant protein-1 tham gia vào sự thâm nhiễm của bạch cầu đơn nhân trong các bệnh lý viêm nhiễm như viêm khớp dạng thấp cũng như trong đáp ứng viêm kháng u. Các thụ thể được mã hóa bởi gen này làm trung gian huy động calci phụ thuộc chất chủ vận và ức chế adenylyl cyclase.

## Nghiên cứu động vật

### Bệnh Alzheimer
Những con chuột thiếu CCR2 đã được chứng minh là phát triển một bệnh lý giống như Alzheimer nhanh hơn so với những con chuột typ hoang dã. Đây không phải là lần đầu tiên chức năng miễn dịch và viêm có liên quan đến sự suy giảm nhận thức do tuổi tác (tức là chứng suy giảm trí nhớ).

### Béo phì
Trong mô mỡ của chuột thiếu CCR2, có số lượng bạch cầu ái toan tăng lên, hoạt hóa đại thực bào thay thế nhiều hơn và xu hướng biểu hiện cytokine type 2. Hơn nữa, tác dụng này mạnh hơn khi những con chuột mắc béo phì từ chế độ ăn nhiều chất béo.

### Nhồi máu cơ tim
Biểu hiện CCR2 trên bề mặt bạch cầu đơn nhân trong máu thay đổi theo thời gian trong ngày (cao hơn vào đầu giai đoạn hoạt động) và ảnh hưởng đến việc thu hút bạch cầu đơn nhân vào các mô bao gồm tim. Hậu quả là khi một cơn thiếu máu cục bộ cấp tính xảy ra trong giai đoạn hoạt động, bạch cầu đơn nhân dễ xâm nhập vào tim hơn. Sự thâm nhiễm quá mức của bạch cầu đơn nhân sẽ gây ra tình trạng viêm cao hơn và làm tăng nguy cơ suy tim.

## Ý nghĩa lâm sàng
Trong một nghiên cứu quan sát về biểu hiện gen ở bạch cầu trong máu người, Harries et al. đã tìm thấy bằng chứng về mối quan hệ giữa biểu hiện của CCR2 và chức năng nhận thức (được đánh giá bằng cách sử dụng bài kiểm tra trạng thái tinh thần nhỏ, MMSE). Biểu hiện CCR2 cao hơn có liên quan đến kết quả chức năng nhận thức kém hơn trong bài đánh giá MMSE. Nghiên cứu này cho thấy biểu hiện CCR2 cũng liên quan đến sự suy giảm nhận thức kéo dài 9 năm thuộc một phân tích phân nhóm về các bản phiên mã liên quan đến viêm. Harries và cộng sự. gợi ý rằng việc truyền tín hiệu CCR2 có thể đóng một vai trò trực tiếp trong nhận thức của con người, một phần là do biểu hiện của CCR2 được gắn liền với haplotype ApoE (trước đây liên quan đến bệnh Alzheimer), mà còn vì CCL2 được biểu hiện nồng độ cao ở các đại thực bào trong mảng xơ vữa động mạch và trong tế bào thần kinh đệm ở não. Sự khác biệt trong quan sát giữa chuột (sự suy giảm CCR2 gây suy giảm nhận thức) và con người (CCR2 cao hơn liên quan đến chức năng nhận thức thấp hơn) có thể là do nhu cầu hoạt hóa đại thực bào tăng lên trong quá trình suy giảm nhận thức, liên quan đến tăng lắng đọng β-amyloid (một đặc điểm cốt lõi của tiến triển bệnh Alzheimer).